# Tillandsia punctulata
Tillandsia punctulata es una especie de planta epífita dentro del género  Tillandsia. Es originaria de América.

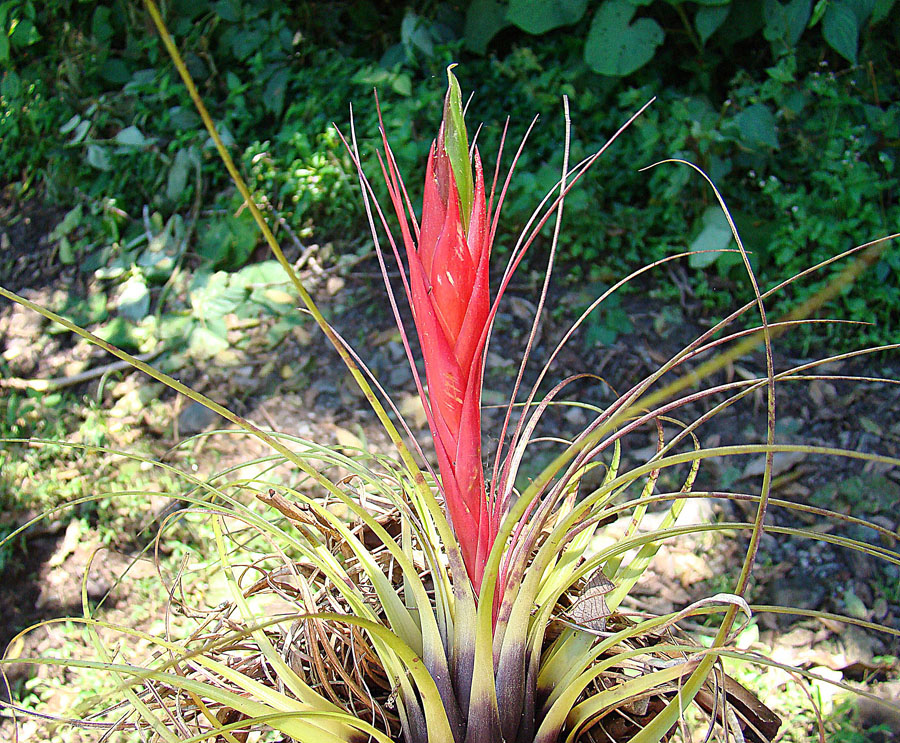
Vista de la planta

## Descripción
Son plantas acaulescentes, que alcanzan un tamaño de 17–32 cm de alto. Hojas de 15–34 cm de largo; vainas 2–3.7 cm de ancho, café a café-moradas, densa a subdensamente adpreso-lepidotas; láminas angostamente triangulares, 0.5–1 cm de ancho, indumento cinéreo-lepidoto adpreso. Escapo de 7–20 cm de largo, brácteas foliáceas imbricadas; inflorescencia simple o raramente digitado compuesta, las brácteas primarias parecidas a las brácteas superiores del escapo; espigas 5–10 cm de largo, con 6–10 flores, erectas o ascendentes, brácteas florales 3–4.3 cm de largo, más largas que los sépalos, imbricadas, erectas (divergentes en fruto), carinadas, nervadas, indumento cinéreo-lepidoto adpreso, coriáceas, flores sésiles o subsésiles; sépalos 2.3–3.4 cm de largo, los 2 posteriores fuertemente carinados, libres o connados hasta 1.5 cm de su longitud; pétalos morados tornándose blancos apicalmente. Los frutos son cápsulas de 2.5–3 cm de largo.

## Distribución y hábitat
Es una especie poco común, que se encuentra  en nebliselvas, pluvioselvas, en la zona norcentral; a una altitud de 300–1400 (–2100) metros; fl dic–mar, fr mar–ago; desde México a Panamá.

## Cultivar
- Tillandsia 'Tina'[4]

## Taxonomía
Tillandsia punctulata fue descrita por  Schltdl. & Cham. y publicado en Linnaea 6: 53–54. 1831.
Etimología
Tillandsia: nombre genérico que fue nombrado por Carlos Linneo en 1738 en honor al médico y botánico finlandés Dr. Elias Tillandz (originalmente Tillander) (1640-1693).
punctulata: epíteto
Sinonimia
- Tillandsia melanopus E.Morren ex Mez[5][6]